# 글렌 팁턴
글렌 팁턴(영어: Glenn Tipton, 1947년 10월 25일 ~ )은 영국의 그래미 어워드를 수상한 기타리스트 겸 작곡가다. 종종 그의 복잡한 연주 스타일과 고전적으로 영향을 받은 솔로들로 유명하며, 그는 헤비 메탈 밴드 주다스 프리스트의 리드 기타리스트 중 한 명으로 가장 잘 알려져 있다.

## 어린 시절 및 경력

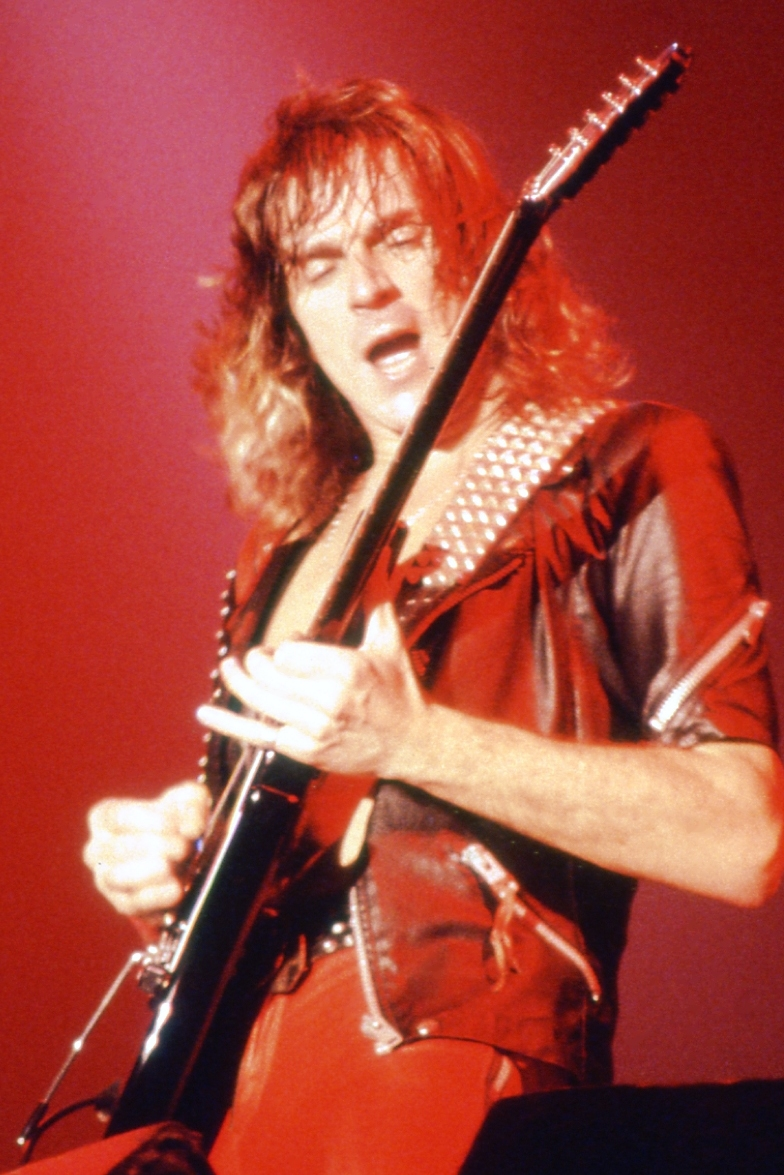
1984년의 팁턴

팁턴은 1947년 10월 25일 스태퍼드셔주 블랙히스에서 올리브 팁턴과 더그 팁턴 사이에서 태어났다. 그는 약 5살 때 올리브 힐 초등학교에 다녔다. 그의 형 게리는 애틀랜틱스라고 불리는 지역 밴드의 기타리스트였다. 초기에, 팁턴은 그의 어머니로부터 피아노 치는 법을 배웠다.
팁턴은 19살 때 호프너 어쿠스틱 기타를 처음 접하면서 기타를 배웠다. 이후 그는 펜더 스트라토캐스터를 구입할 수 있을 때까지 리켄배커에서 뛰었다. 이 기타는 쇼에서 도난당할 때까지 그의 주요 라이브 기타가 되었다. 팁턴은 곧 검은색 스트라토캐스터를 샀고, 나중에 그의 오래된 기타를 교체하기 위해 받은 돈으로 깁슨 SG를 샀다. 이 두 기타는 유다 프리스트가 1975년 올드 그레이 휘슬 테스트에서 연주했을 때 볼 수 있다.
팁턴은 잉글랜드 버밍엄 인근 웨스트미들랜즈의 우스터셔주 롬슬리 마을에 살고 있으며 집 옆에 최첨단 녹음실을 짓고 있다. 1980년대에 그는 스페인에 부동산을 사기도 했다. 그는 1981년과 1986년에 각각 그의 솔로 음반 《Baptizm of Fire》에 수록된 카리나와 릭의 두 아이를 가지고 있다. 팁턴과 전 주다스 프리스트 밴드 동료 K. K. 다우닝은 오랜 테니스 선수이며 둘 다 1980년대 초 데프 레퍼드와 함께 미국 투어에서 골프를 시작했다.

## 음반 목록

### 주다스 프리스트
- Rocka Rolla (1974)
- Sad Wings of Destiny (1976)
- Sin After Sin (1977)
- Stained Class (1978)
- Killing Machine (1978)
- British Steel (1980)
- Point of Entry (1981)
- Screaming for Vengeance (1982)
- Defenders of the Faith (1984)
- Turbo (1986)
- Ram It Down (1988)
- Jugulator (1997)
- Demolition (2001)
- Angel of Retribution (2005)
- Nostradamus (2008)
- Redeemer of Souls (2014)
- Firepower (2018)